# Никиткино (Борисоглебский район)
Ники́ткино — деревня в Борисоглебском районе Ярославской области России, входит в Инальцинское сельское поселение.

## География
Деревня Никиткино находится примерно в 27 км на юго-запад от райцентра пгт Борисоглебский, на левом берегу реки Ильма. Соседние населённые пункты: Оносово в 0,8 км на юго-восток, Александрово в 1 км на северо-восток и Зачатье в 2,5 км на юг.

## История
С 1796 по 1929 год деревня входила в состав Перовской волости Ростовского уезда Ярославской губернии

## Население
Население на 1 января 2007 года — 25 человек.

## Транспорт
Через деревню проходит автодорога, автобус 3 раза в день.